# Olha Zubaryeva
Olha Valentinivna Zubaryeva (tiếng Ukraina: Ольга Валентинівна Зубарєва, sinh ngày 27 tháng 1 năm 1958) là một cựu vận động viên bóng ném người Liên Xô/Ukraina đã tham dự Thế vận hội Mùa hè 1980.
Năm 1980, bà giành huy chương vàng cùng với đội Liên Xô. Bà đã chơi tất cả 5 trận đấu và ghi được 21 bàn thắng.